# William Fleming (governatore)
William Fleming (Jedburgh, 18 febbraio 1729 – 5 agosto 1795) è stato un politico e militare statunitense.

## Biografia
Fu il terzo governatore della Virginia anche se il mandato durò pochi giorni. Nato in una città della Scozia, i suoi genitori furono Leonard e Dorthea Fleming.
Studiò medicina all'Università di Edimburgo dedicandosi in seguito ad una vita militare entrando nella Royal Navy. Durante una battaglia venne catturato e imprigionato dagli spagnoli. Quando venne rilasciato decise di dimettersi e nel 1755 emigrò negli Stati Uniti d'America, stato della Virginia.
| Controllo di autorità | VIAF (EN) 26928302 · ISNI (EN) 0000 0000 5105 195X · LCCN (EN) nr92026679 · GND (DE) 1175494631 |